# 吹上トンネル
吹上トンネル（ふきあげトンネル）は、東京都青梅市黒沢と成木との境にまたがる吹上峠に設けられたトンネル群の総称である。

## 概要
東青梅駅北方の成木街道の途中にあり、新吹上トンネル、吹上トンネル（旧吹上トンネル）、旧・吹上隧道（古吹上トンネル）の3トンネルが三段重ねで存在する。現在、自動車が通行できるのは新吹上トンネルのみである。

## 新吹上トンネル
新吹上トンネルは1993年に供用を開始した東京都道53号青梅秩父線のトンネル。
新トンネルの開通で自動車は上の2つの古いトンネルの下を抜けるようになり、峠道を通る必要が無くなったため利便性が向上した。トンネル内は上り勾配になっている上に、ダンプカーなど大型車両の通行も多く排気ガスが充満しやすいため、トンネル内には換気用のジェットファンが設置され常時稼働している。
- 1989年10月竣工
- 全長604m
- 幅7.0m
- 高6.3m[1]（限界高4.7m）

|  |  |

|  |

## 吹上トンネル（旧吹上トンネル）
吹上トンネルは東京都道53号青梅秩父線の旧道にあるトンネル。
1993年に新吹上トンネルが開通したため、トンネルがある旧道は入口には車止め柵が設けられ、現在は遊歩道として開放されている。自動車での通行はできないが、旧道は現役の都道として供されており、廃道ではない。旧道には本道当時の車線が残る。
トンネルは徒歩や自転車で通行できるが、路面に苔が生えており雨天時は滑り易く危険である。トンネル内は両端の出口を低くする逆 V 字型の勾配で、自然排水が可能になっている。また、自然排水された水やトンネル上部から流れてくる水が旧道に流れ込んでいるため、黒沢側の旧道は水浸しになっている事も多い。昼間はトンネル内のライトが消されていることがあるので、通行には注意が必要。2017年現在、トンネル内部の電灯は白色の新しいものに交換されており、比較的明るくなっている。
- 1953年竣工
- 全長245m
- 幅5.5m
- 高4.8m

|  |  |

|  |  |

## 旧・吹上隧道（古吹上トンネル）
旧・吹上隧道は1904年に竣工した、東京で初の道路トンネル。上部には吹上峠（標高281m）があり、1828年（文政11年）に開削された切通しが通る。
現在はトンネルの敷地が私有地である上、老朽化が進み崩落の危険もあるため、2009年3月に坑口が封鎖され、通行は不能である。
上部の切通し部も含めトンネルに至る道路は青梅市が管理する公道であるが、2017年現在、トンネル南側坑口の手前には有刺鉄線のゲートがあり、立ち入りが禁止されている。
トンネル北側の古道も獣道のような状態で、所々で路盤が崩落しており、歩く事さえままならず、事実上廃道状態である。
- 1904年竣工
- 全長112m
- 幅3.3m
- 高2.8m

|  |  |  |